# 勒布吕斯凯
勒布吕斯凯（法語：Le Brusquet，法語發音：[lə bʁyskɛ]）是法国上普罗旺斯阿尔卑斯省的一个市镇，属于迪涅莱班区。

## 地理
勒布吕斯凯（44°9'40"N, 6°18'35"E）面积22.25 平方千米，位于法国普罗旺斯-阿尔卑斯-蓝色海岸大区上普罗旺斯阿尔卑斯省，该省份为法国东南部内陆省份，北起上阿尔卑斯省，西接沃克吕兹省，西北接德龙省，南至瓦尔省，东临滨海阿尔卑斯省，东北部与意大利接壤。
与勒布吕斯凯接壤的市镇（或旧市镇、城区）包括：迪涅莱班、德赖克斯、拉雅维、马尔库、加拉布尔河畔拉罗比讷。

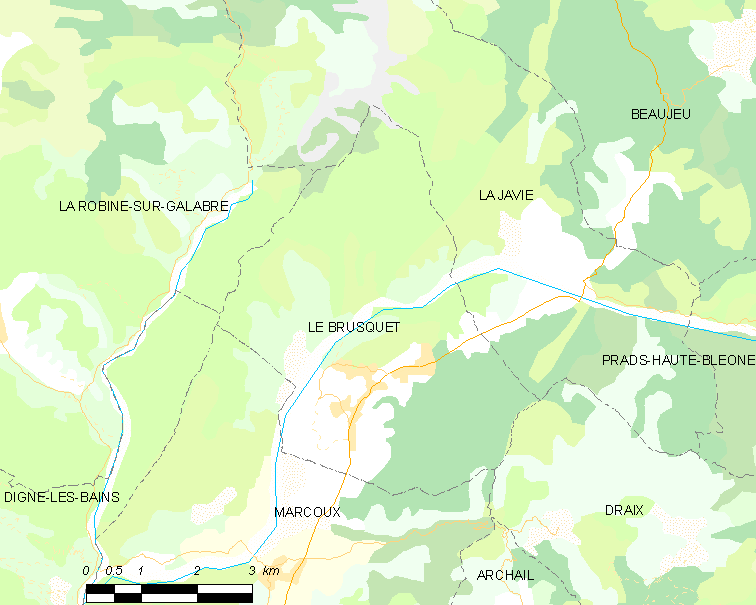
勒布吕斯凯的OSM定位图

勒布吕斯凯的时区为UTC+01:00、UTC+02:00（夏令时）。

## 行政
勒布吕斯凯的邮政编码为04420，INSEE市镇编码为04036。

## 政治
勒布吕斯凯所属的省级选区为塞讷县。

## 人口

1962-2008年间勒布吕斯凯人口变化图示

勒布吕斯凯于2022年1月1日时的人口数量为967人。